# Епейрогенни движения
Епейрогенни (континентнообразуващи) движения са съвършено бавни издигания или потъвания на огромни части от земната кора, продължаващи милиони години. Те се отличават от другите движения на земната кора по размера на движението си. Тези движения не променят строежа на земната кора, а в течение на дълго време предизвикват чувствителни промени в абсолютната или относителната височина на отделни земни области, поради което се наричат още колебателни движения.
Колебателните движения се установяват най-сигурно по морския или езерен бряг, където при епейрогенното издигане морето постепенно се отдръпва и се разкрива широка ивица от морското дъно. Подобно явление се нарича регресия. При епейрогенно потъване, обратно, морето залива известна част от сушата и явлението се нарича трансгресия, а когато са залети предимно ниски места и речни устия, се нарича ингресия. В такива случаи морето образува многобройни заливи и протоци. Въз основа на геоложки данни е установено, че размерът на трансгресиите и регресиите е най-различен. В развитието си Земята е претърпяла редица чувствителни промени, свързани с колебателните движения през отделните ери, периоди и епохи. Вследствие на такива явления се създали съвсем нови разпределения на сушата и водата, а заедно с това и коренни промени във физикогеографските явления.
Колебателните движения с широк обхват при издигане образуват геоантиклинали, а при потъване – геосинклинали. Прояви на такъв вид колебателни движения през холоцена и днес са доказани чрез геофизични измервания в Индия, между Индо-Гангската низина и Хималаите. Установено е, че по тези места сушата годишно се издига с 18,2 mm.
Най-известен пример за съвременни издигания и потъвания на бреговата линия е този за Феноскандия. Те са установени от разпространението и високото разположение на късноледниковите морски наслаги от времето на т.нар. йолдиево потъване и от по-младите абразионни тераси, врязани в устойчивите скали. Както показва елиптичния ход на т.нар. изанабази (това са линии, които свързват точки с еднаква величина на издигане), Феноскандия е претърпяла от края на ледниковата епоха щитовидно издуване с чувствителни размери. Докато по южното и западното норвежка крайбрежие тези колебания са отдавна приключили, в обсега на Балтийско море те все още продължават, което е установено от редовните наблюдения от 18 век насам. Интензивността на колебателните движения е различно в обсега на самия басейн на Балтийско море. Техният максимум достига величина 11 mm средно годишно в Ботническия залив на около 62°30′ с.ш. Това е стойност, известна още от 19 век. Същевременно са установени потъвания на земната кора с близо 2 mm годишно южно от 57° с.ш. Подобни потъвания са установени и по крайбрежието на Северно море и Ла Манш, по крайбрежието на полуостров Лабрадор, в обсега на Големите американски езера и долината на река Сейнт Лорънс.
Терминът епейрогенни движения е въведен в края на 19 век от видния американски геолог Гроув Карл Джилбърт (1843 – 1918). През 20 век активно са се занимавали с изучаването на колебателните движения геолозите: французинът Гюстав Емил Ог (1861 – 1927), германецът Ханс Вилхелм Щиле (1876 – 1966), руснакът Сергей Николаевич Бубнов (1888 – 1957) и др.